# Lödöse varv
Lödöse Varf AB var ett varv i Lödöse i Lilla Edets kommun.

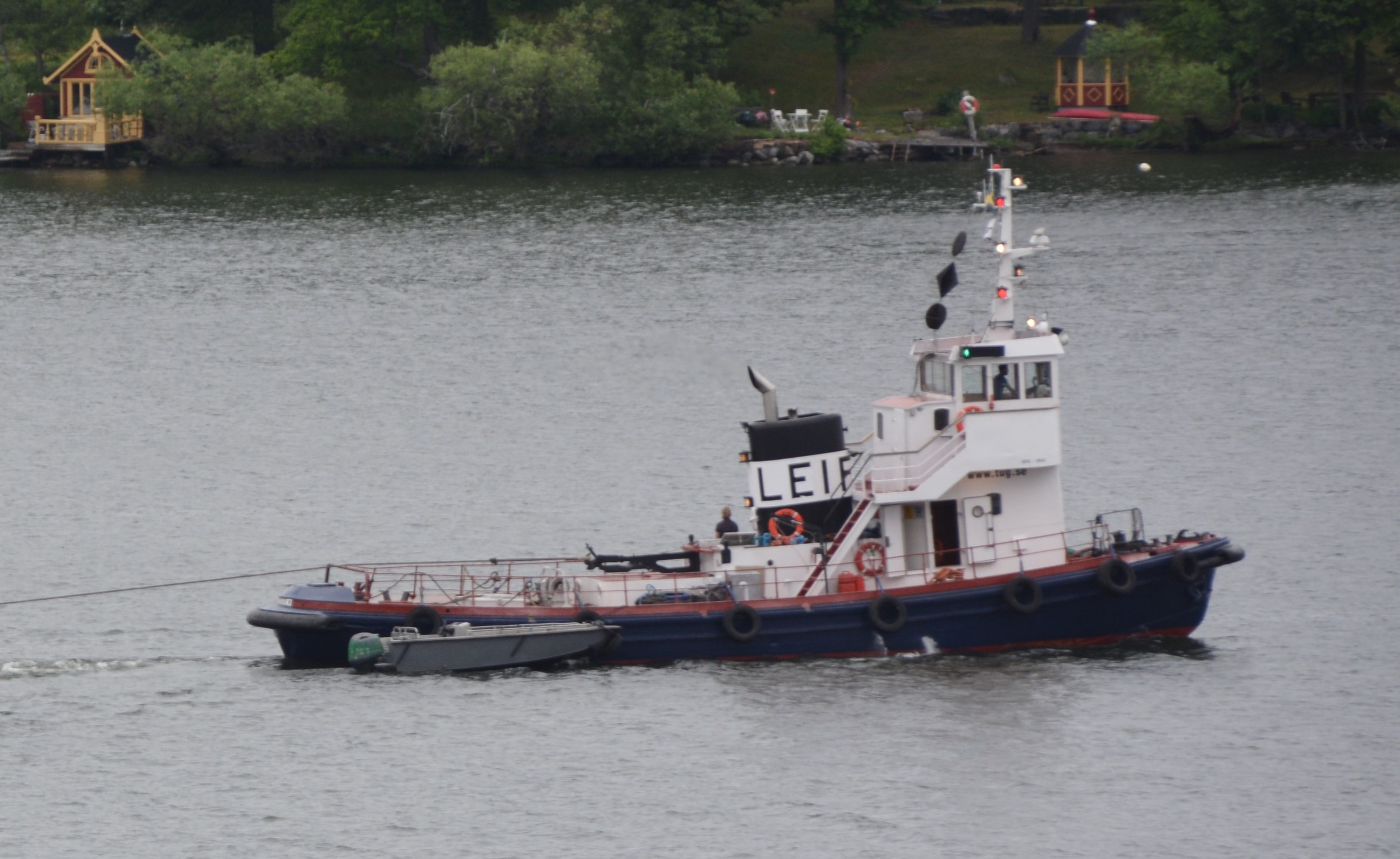
Bogserbåten Leif

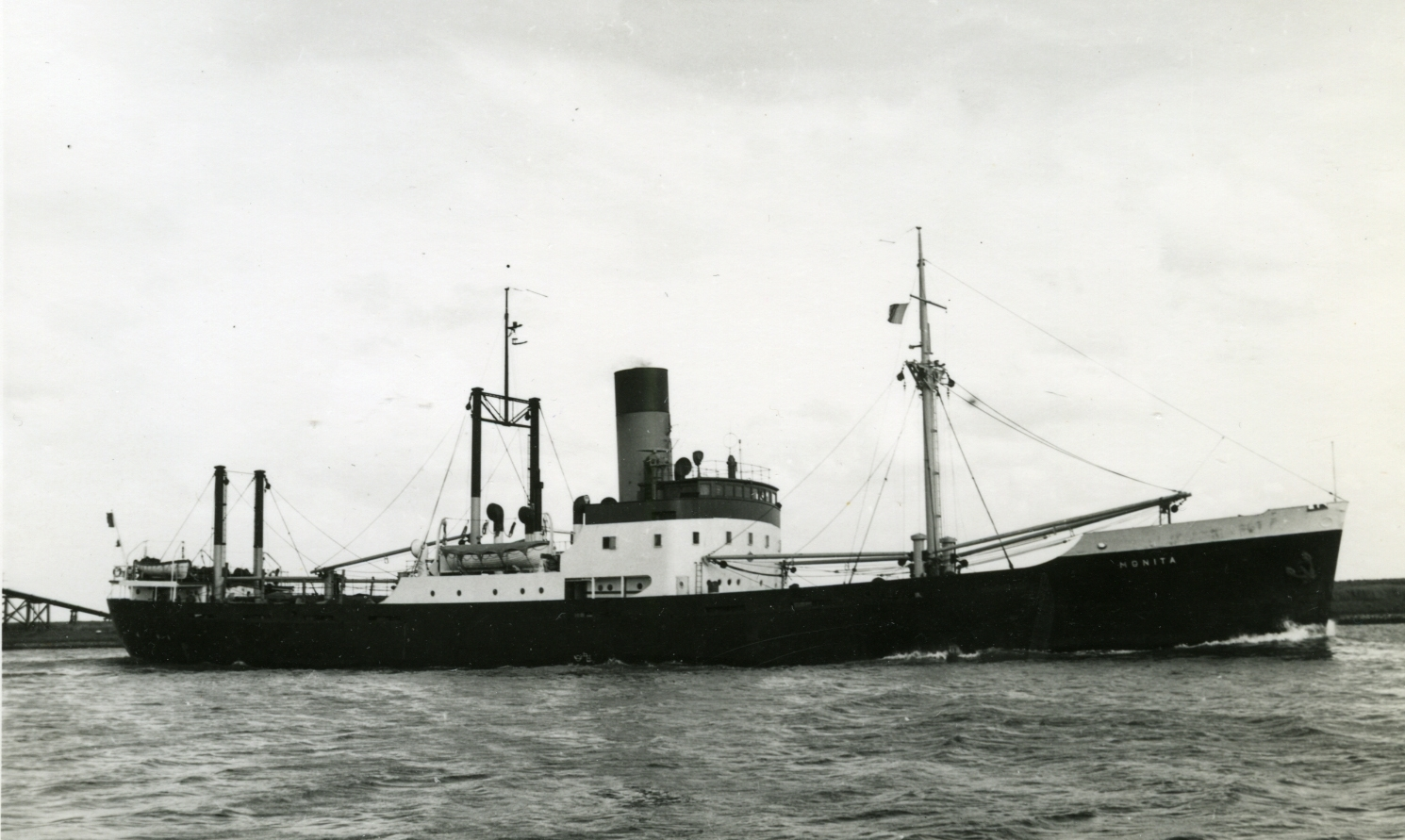
S/S Monita, skrovet byggt 1945 på Lödöse varv, utrustad på Götaverken

Skeppsbyggnad i Lödöse går troligen tillbaka till medeltiden. Från tiden för nordiska sjuårskriget på 1560-talet finns kunskap om enskilda skepp som är byggda i Lödöse.
Varvet i Lödöse köptes 1899 på konkursauktion av Justus A. Waller. Han grundade och var huvudägare i AB Lödöse varf. Varvets första fartyg, lastångaren Karin, levererades till Wallers Rederi AB Unda 1900 och dess första fartyg i stål, skonerten Dag, levererades 1902.
År 1946 köpte Adolf Bratt & Co under Gustav Adolf Bratt varvet. Efter att firman hade hamnat i likviditetssvårigheter på 1950-talet, köptes den av Bonnierkoncernen i Stockholm. Bonniers avyttrade varvet till Bröderna Lars Johansson och Vilgot Johansson i Skärhamn 1960.
Varvet hade sin storhetstid under perioden 1960–1980. Då sysselsattes 300 anställda och byggdes 31 fartyg på mellan 1 000 och 13 000 ton dödvikt, framför allt till Johanssongruppens OT-rederierna. Varvet byggde 1979 sitt sista fartyg, tankern M/T Ilse på 13 000 ton dödvikt, som också var det största fartyg som varvet byggt. Varvet avvecklades 1985.

## Byggda fartyg i urval
- 1902 Isolda
- 1934 M/F Axel
- 1936 M/S Riddarfjärden (nr 62)
- 1937 M/S Rex af Stockholm (nr 64)
- 1939 T/S Älva
- 1945 S/S Monita till Monark Line (nr 78)
- 1946 Bogserbåten Leif

## Bildgalleri

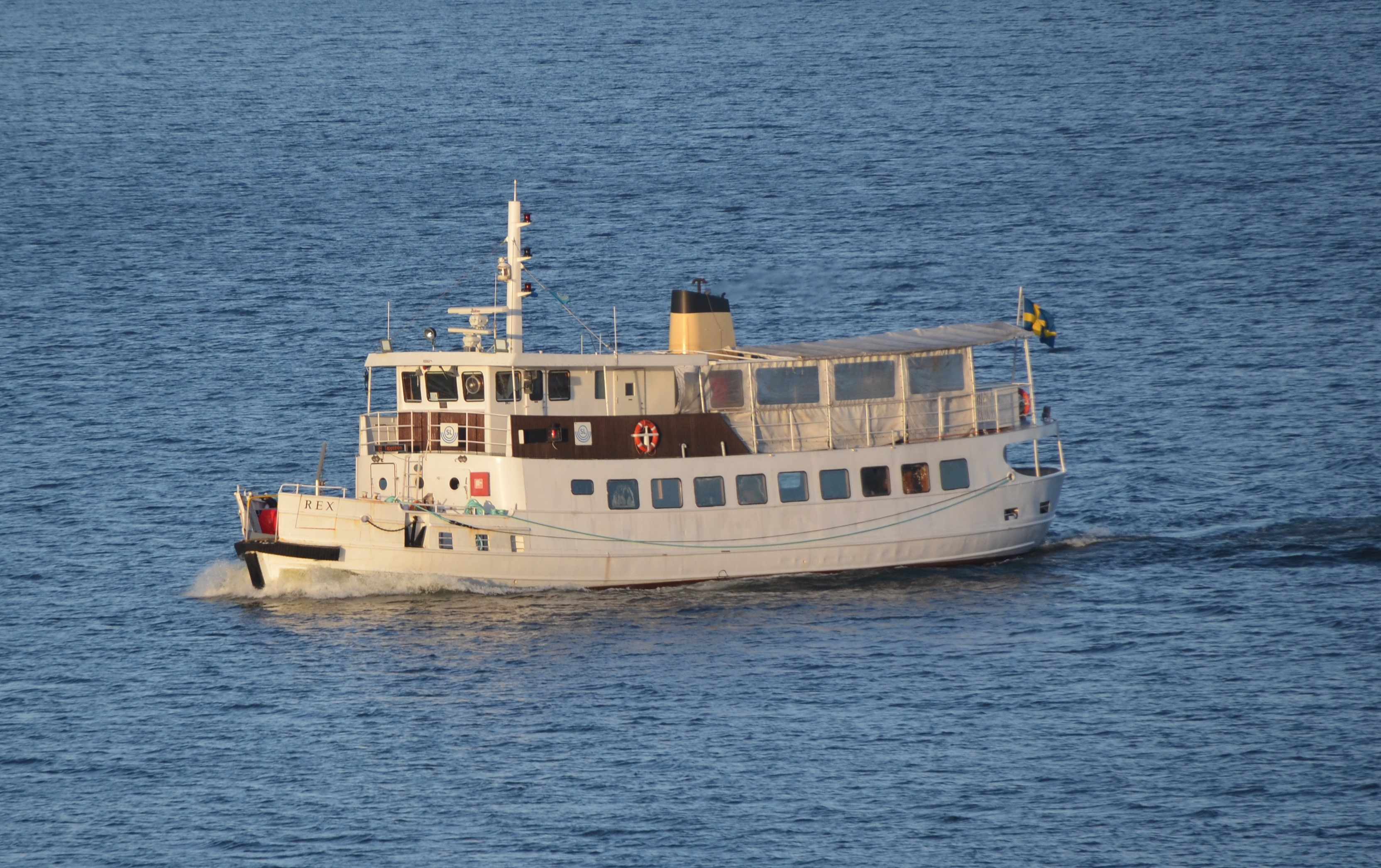
M/S Rex af Stockholm
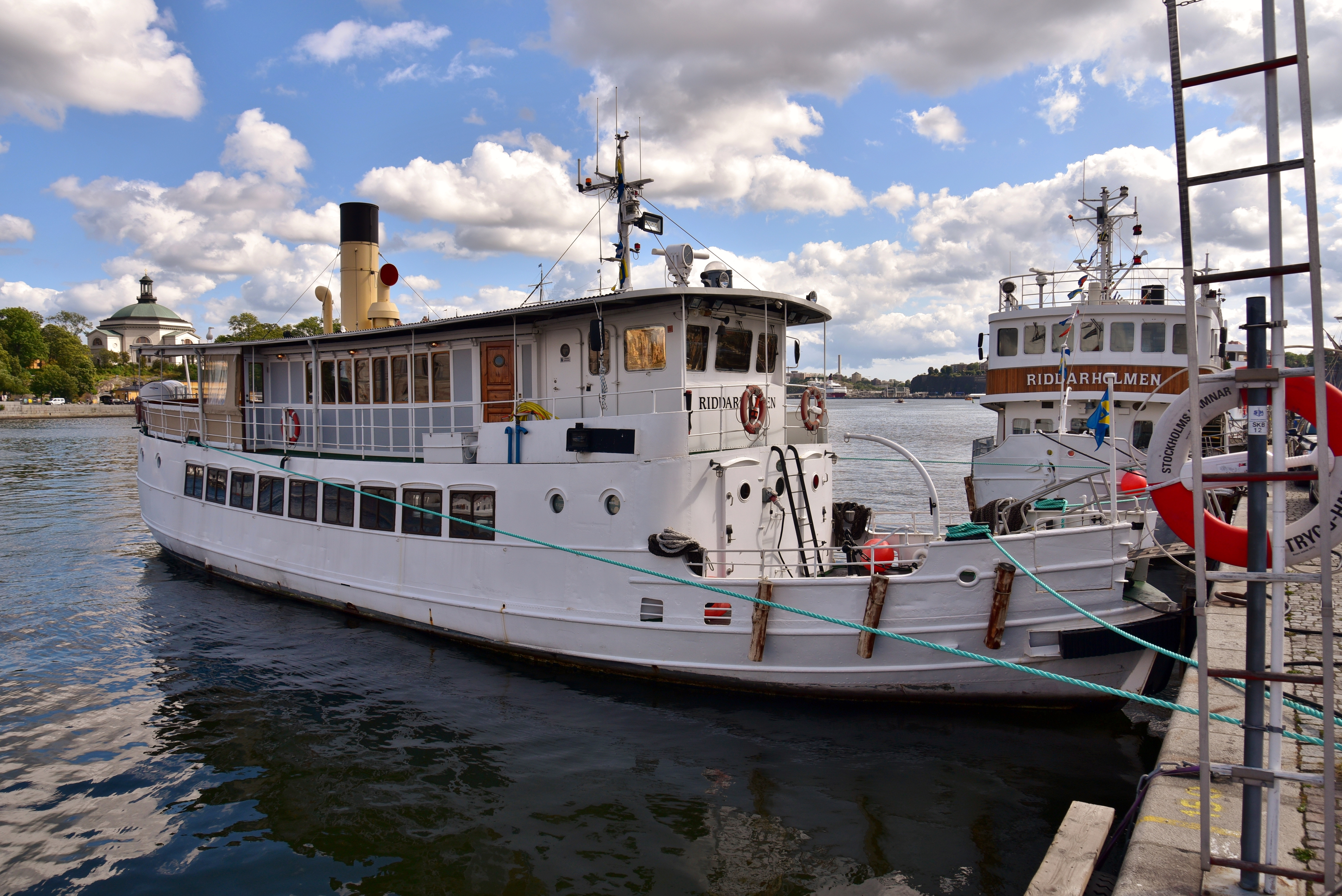
M/S Riddarfjärden